# Helikonien
Helikonien (Heliconia), auch Hummerscheren oder Falsche Paradiesvogelblumen genannt, sind die einzige Gattung der Familie der Helikoniengewächse (Heliconiaceae) in der Ordnung der Ingwerartigen (Zingiberales). Zur Gattung gehören 100 bis 225 Arten, darunter sind einige Zierpflanzen. Der Name leitet sich vom griechischen Berg Helikon ab, dem Sitz der Musen, wohl weil die Blütenstände so dekorativ sind.

## Beschreibung

### Erscheinungsbild und Laubblätter
Heliconia-Arten wachsen als große, immergrüne, ausdauernde krautige Pflanzen. Sie bilden meist kurz verzweigte, selten ausläuferbildende Rhizome aus, die Stärke speichern. Es wird meist nur ein unverzweigter „Pseudostamm“ gebildet, welcher aus den überlappenden Blattscheiden hervorgeht. Die oberirdischen Pflanzenteile sind oft behaart.
Die, meist wechselständig und zweizeilig, nur grundständig oder auch am Stängel verteilt angeordneten Laubblätter zweigen parallel vom Mittelnerv ab und sind in Blattscheide, Blattstiel und Blattspreite differenziert; bei manchen Arten ist kein Blattstiel erkennbar.

### Blütenstände und Blüten
Am Ende eines jeden „Pseudostamms“ wird ein sehr großer, dekorativer traubiger Gesamtblütenstand ausgebildet, der aus mehreren monochasialen zymösen, wenig- bis vielblütigen Teilblütenständen zusammengesetzt ist. Es gibt Arten mit hängenden und solche mit aufrechten Blütenständen. Am attraktivsten sind die auffällig gefärbten löffelförmigen Hochblätter (Brakteen), welche bis zu 2 Meter lang werden können. Es sind gekielte Deckblätter vorhanden.
Die zwittrigen Blüten sind zygomorph und dreizählig. Alle sechs Blütenhüllblätter sind an ihrer Basis röhrig verwachsen. Die drei Kelchblätter und zwei Kronblätter sind auch oberhalb dieser Blütenröhre noch verwachsen. Ein Kronblatt ist auch an der Basis frei. Pro Blüte gibt es fünf fertile Staubblätter und ein schuppenförmiges Staminodium. Die fertilen Staubblätter sind mit der basalen Blütenröhre verwachsen. Drei Fruchtblätter sind zu einem unterständigen Fruchtknoten verwachsen mit einer Samenanlage je Fruchtknotenkammer. Es sind Septalnektarien vorhanden. Der verlängerte, dünne Griffel endet in einer kopfigen oder drei- oder selten zweilappigen Narbe. Die Blüten der vogelbestäubten Arten sind sehr reich an Nektar und duften manchmal. Die von Fledertieren bestäubten Arten blühen nur nachts und duften nicht; sie besitzen meist grüne Hochblätter und grüne oder weiße Blütenhüllblätter.
Die Blütenformel lautet: {\displaystyle \downarrow \;{(K_{3}\;C_{3})}\;A_{5}^{1St}\;G_{\overline {(3)}}}

### Früchte und Samen
Die bei Reife blauen, roten oder orangefarbenen Steinfrüchte enthalten jeweils nur ein bis drei Samen. Es ist dünnes, öl- und stärkehaltiges Endosperm vorhanden, das auch Aleurone enthält.

### Chromosomensätze und Inhaltsstoffe
Daten über die Chromosomensätze liegen nur zu einem Teil der Arten vor; die meist 2n = 24 aufweisen.
Alle Pflanzenteile enthalten Tannin.

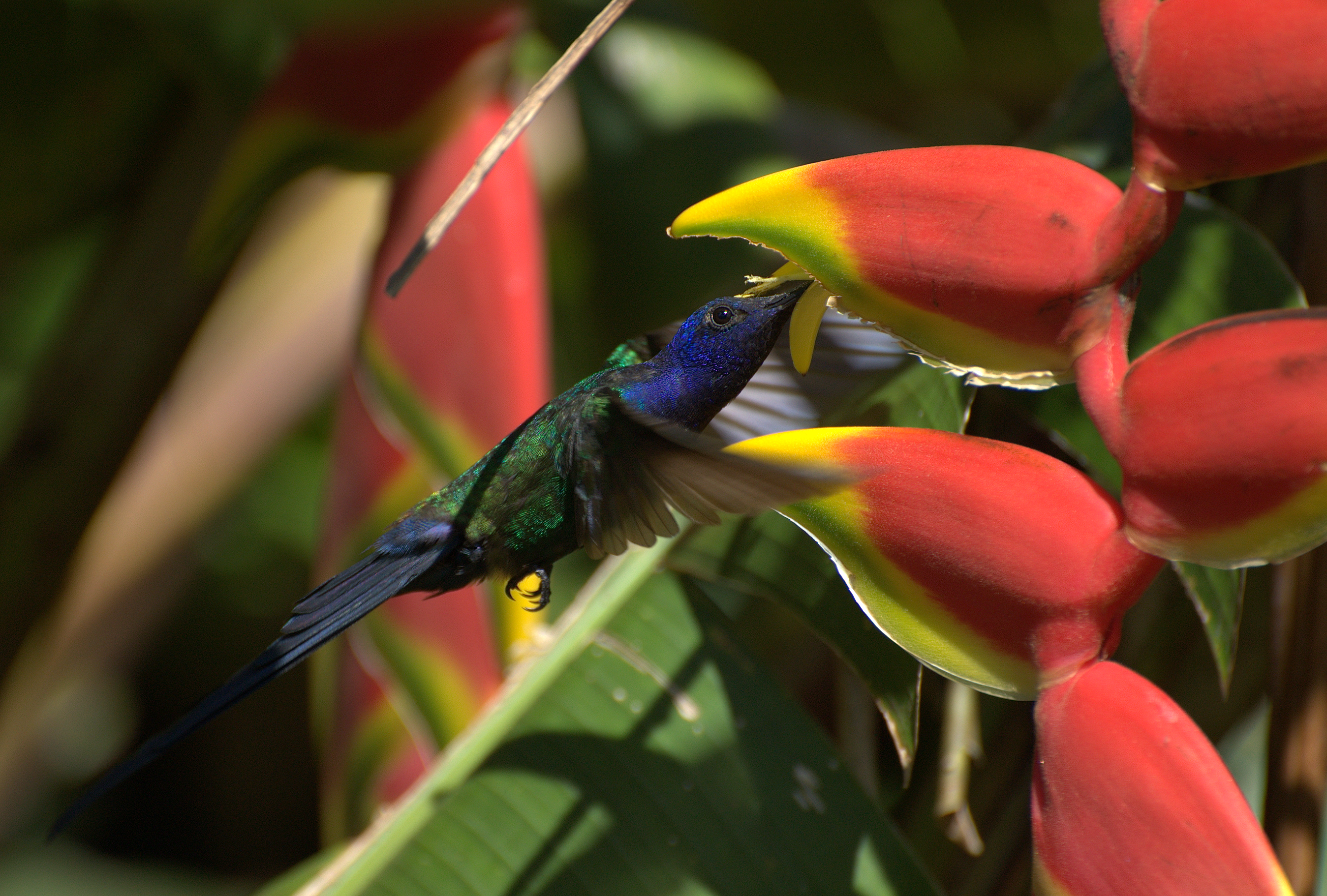
Eupetomena macroura beim Nektartrinken an Heliconia rostrata

## Ökologie
Helikonien werden von einem breiten Spektrum von Tieren bestäubt (Zoogamie), davon die meisten Arten durch Vögel. Kolibris bestäuben alle neotropischen Arten, Honigfresser viele der in Polynesien vorkommenden Arten. Das zeigen sowohl die Farben der Hochblätter als auch die reichliche Produktion von Nektar. Auch einige Säugetiere sind an der Bestäubung beteiligt, insbesondere Langzungenflughunde bei den westlichsten Helikonien-Arten. Auch die Pazifische Ratte (Rattus exulans) besucht die Blüten – bei den vogelblütigen Arten jedoch, ohne sie zu bestäuben.
Die Diasporen sind die Steinfrucht, sie werden von Tieren gefressen und die Samen unverdaut wieder ausgeschieden und so verbreitet; es sind überwiegend Vögel.

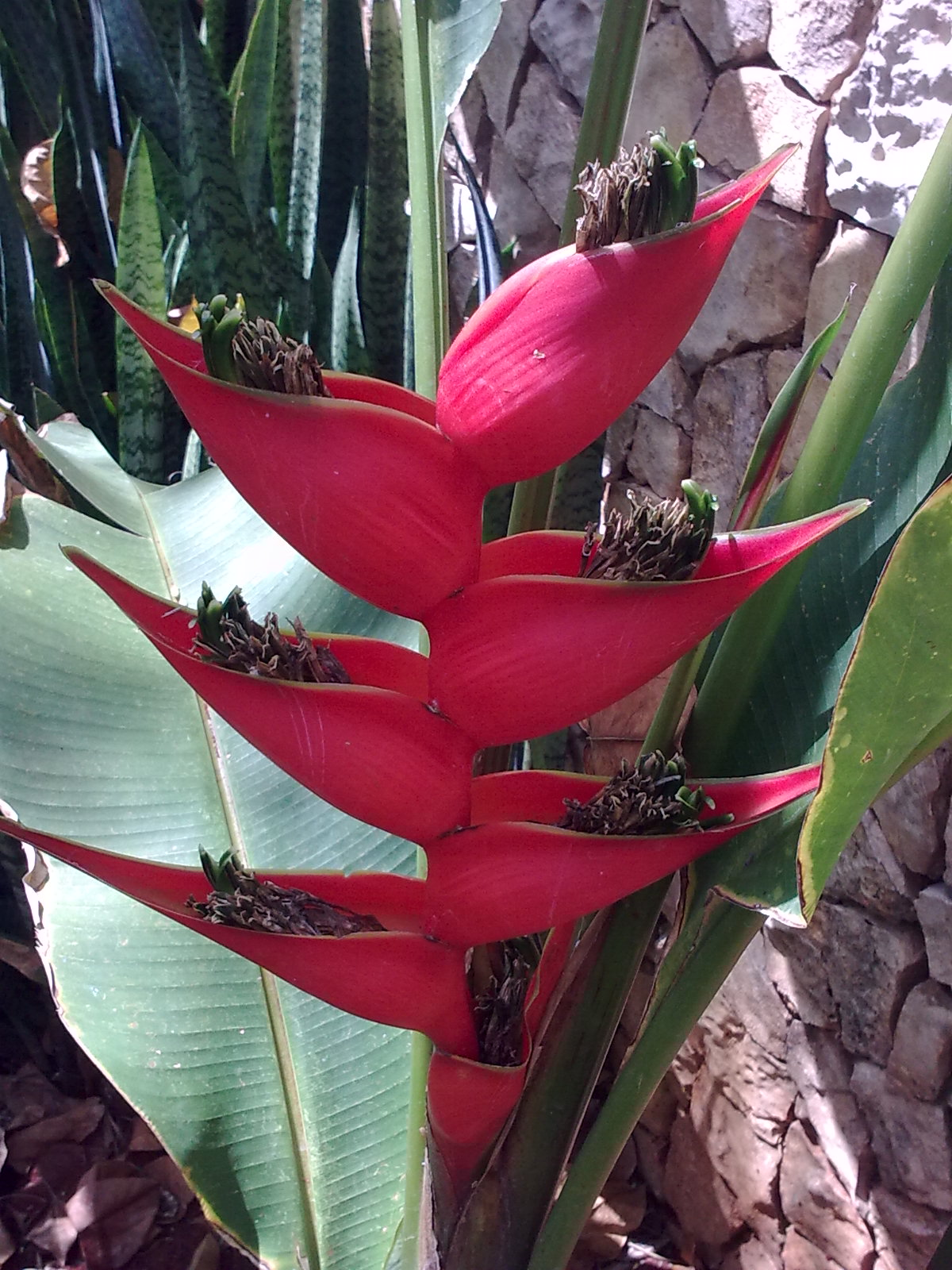
Untergattung Heliconia, Sektion Heliconia: Scharlachrote Hummerschere (Heliconia bihai)

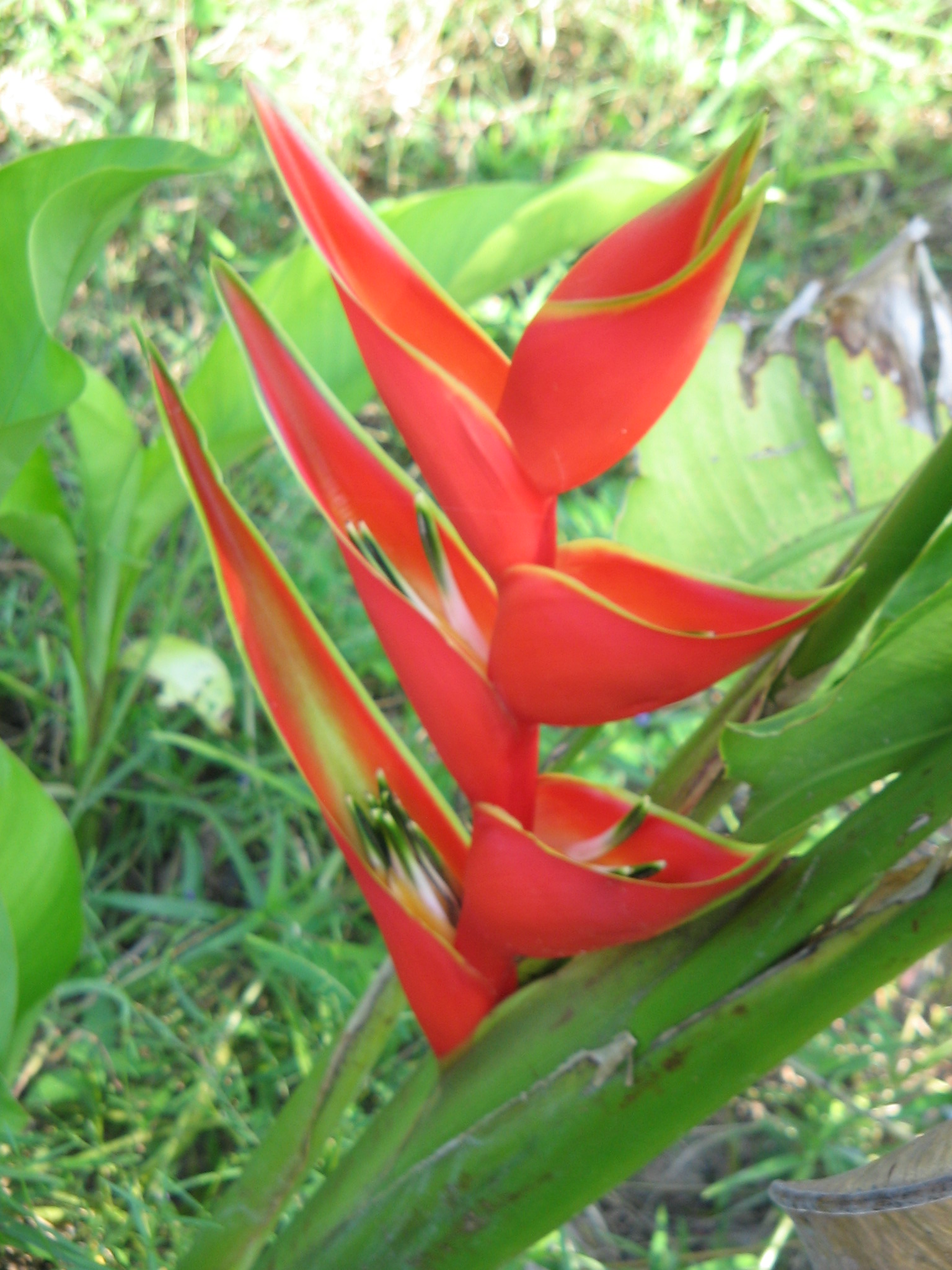
Untergattung Heliconia, Sektion Heliconia: Heliconia bourgaeana

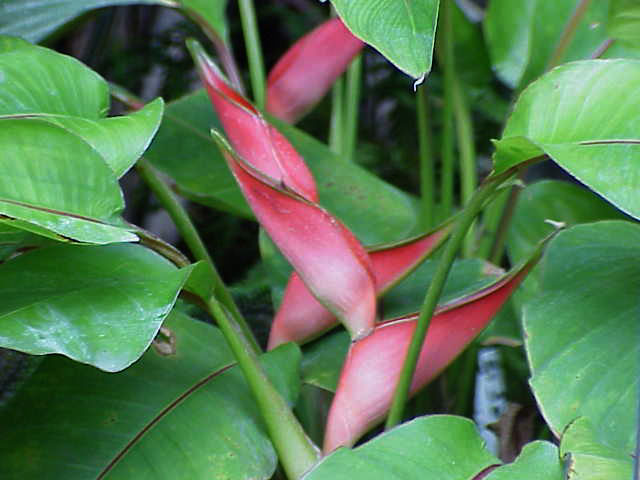
Untergattung Heliconia, Sektion Heliconia: Bananenblättrige Hummerschere (Heliconia stricta)

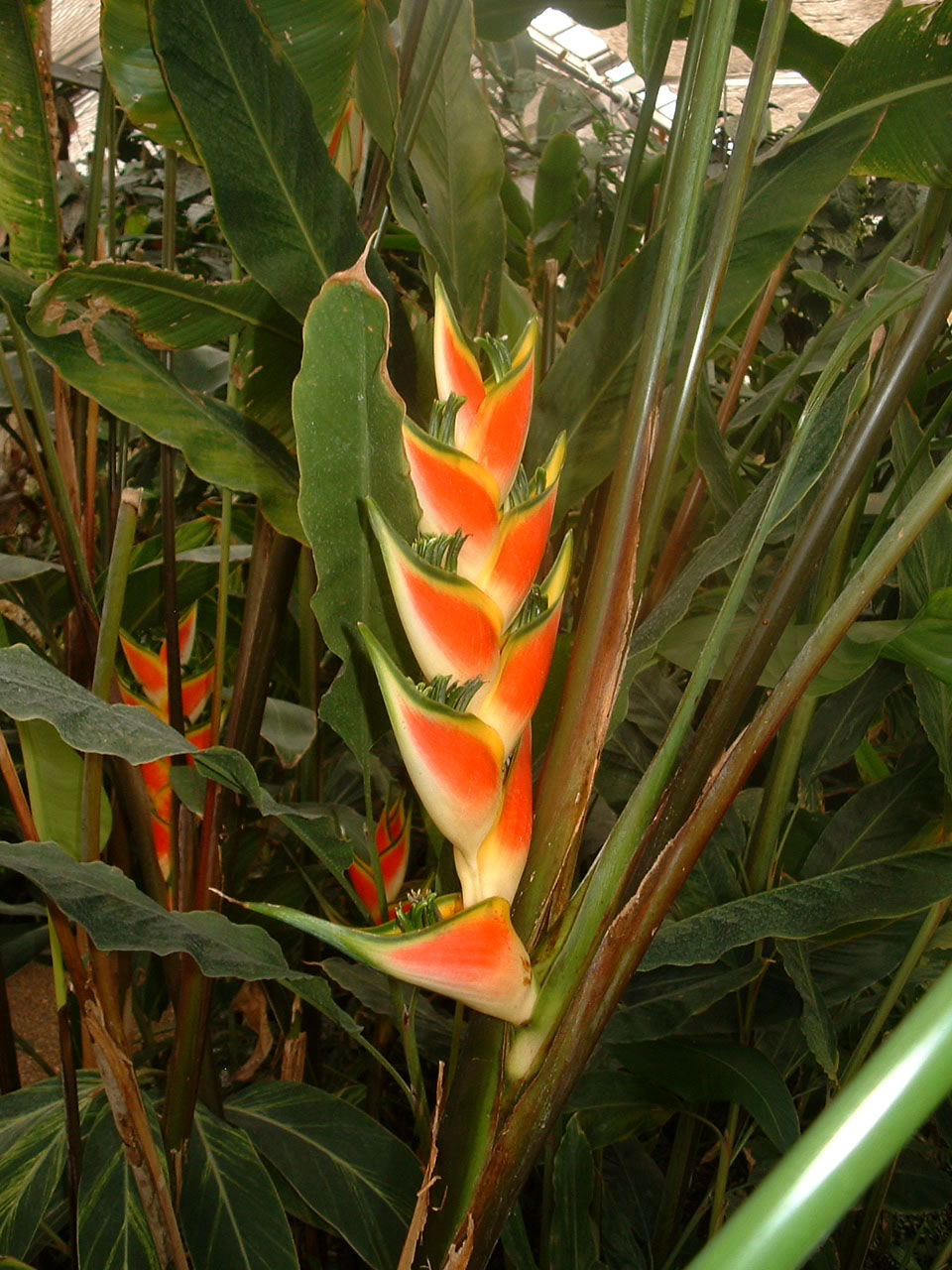
Untergattung Heliconia, Sektion Heliconia: Dreifarbige Hummerschere (Heliconia wagneriana)

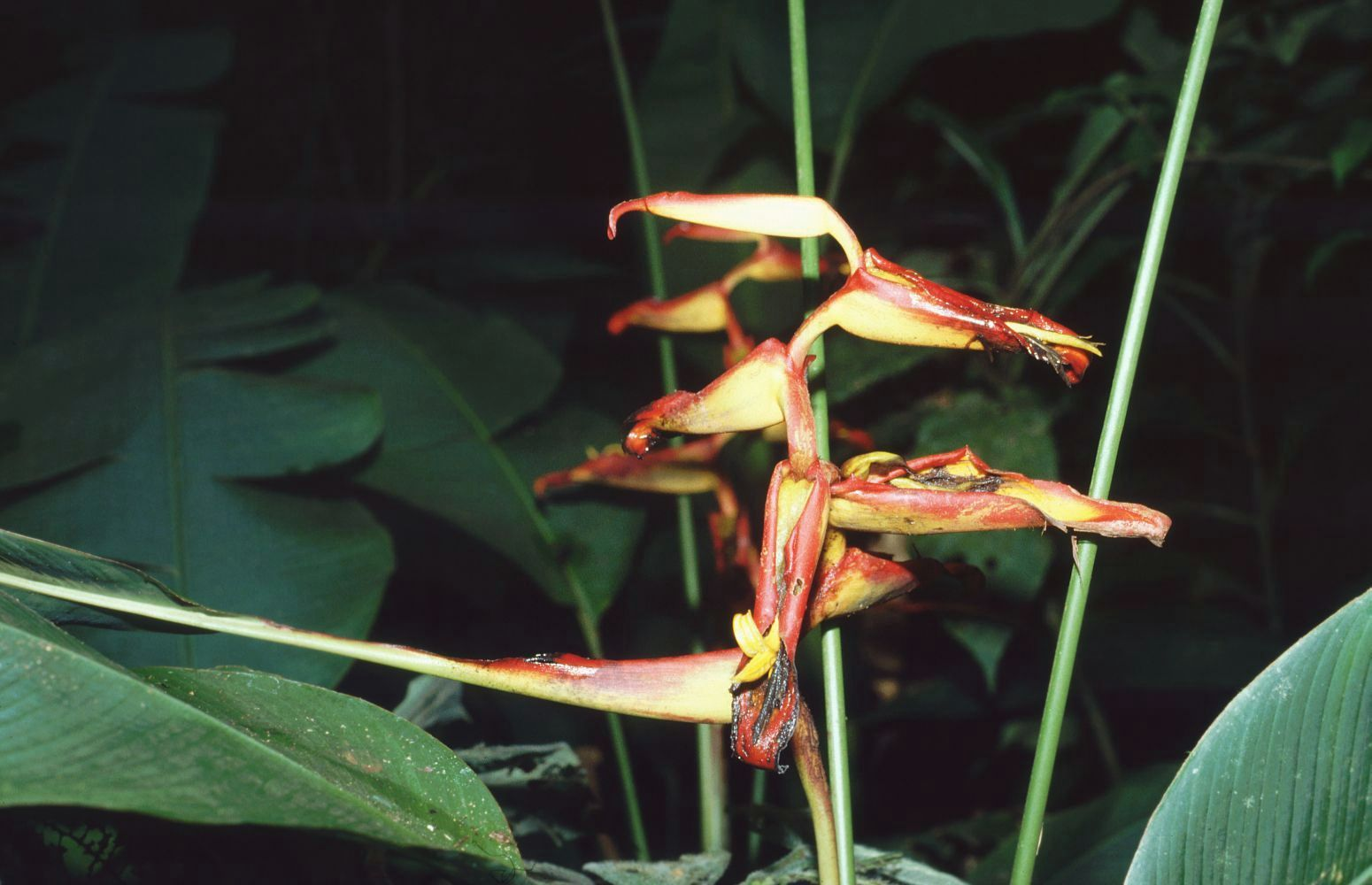
Untergattung Heliconia, Sektion Tortex: Heliconia irrasa

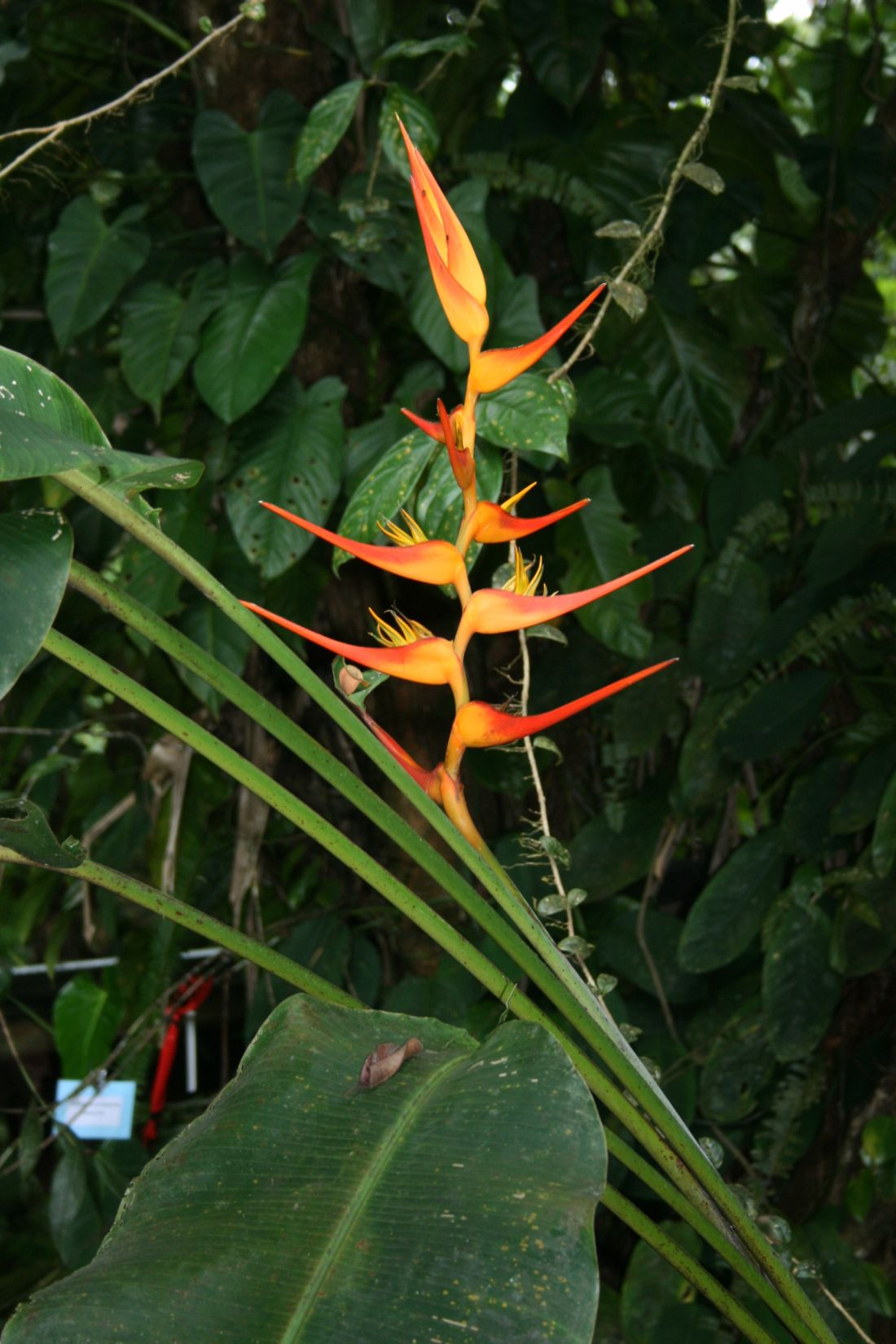
Untergattung Heliconia, Sektion Tortex: Heliconia latispatha

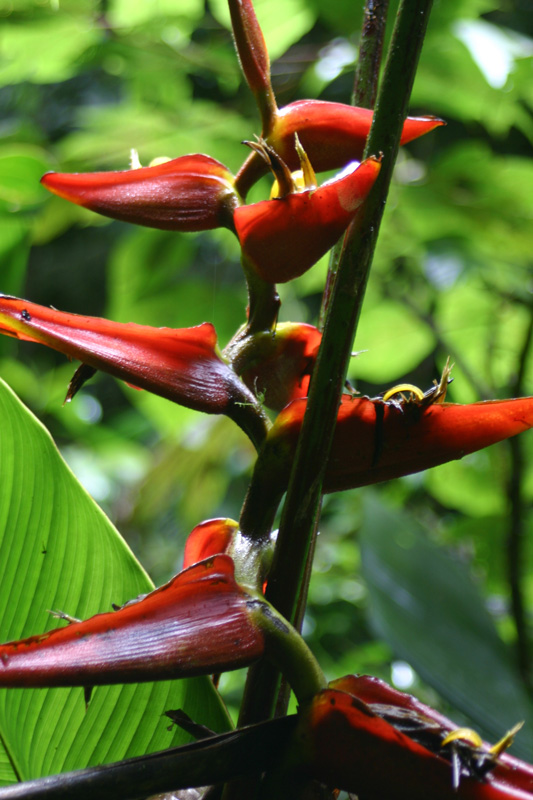
Untergattung Heliconia, Sektion Tortex: Heliconia tortuosa

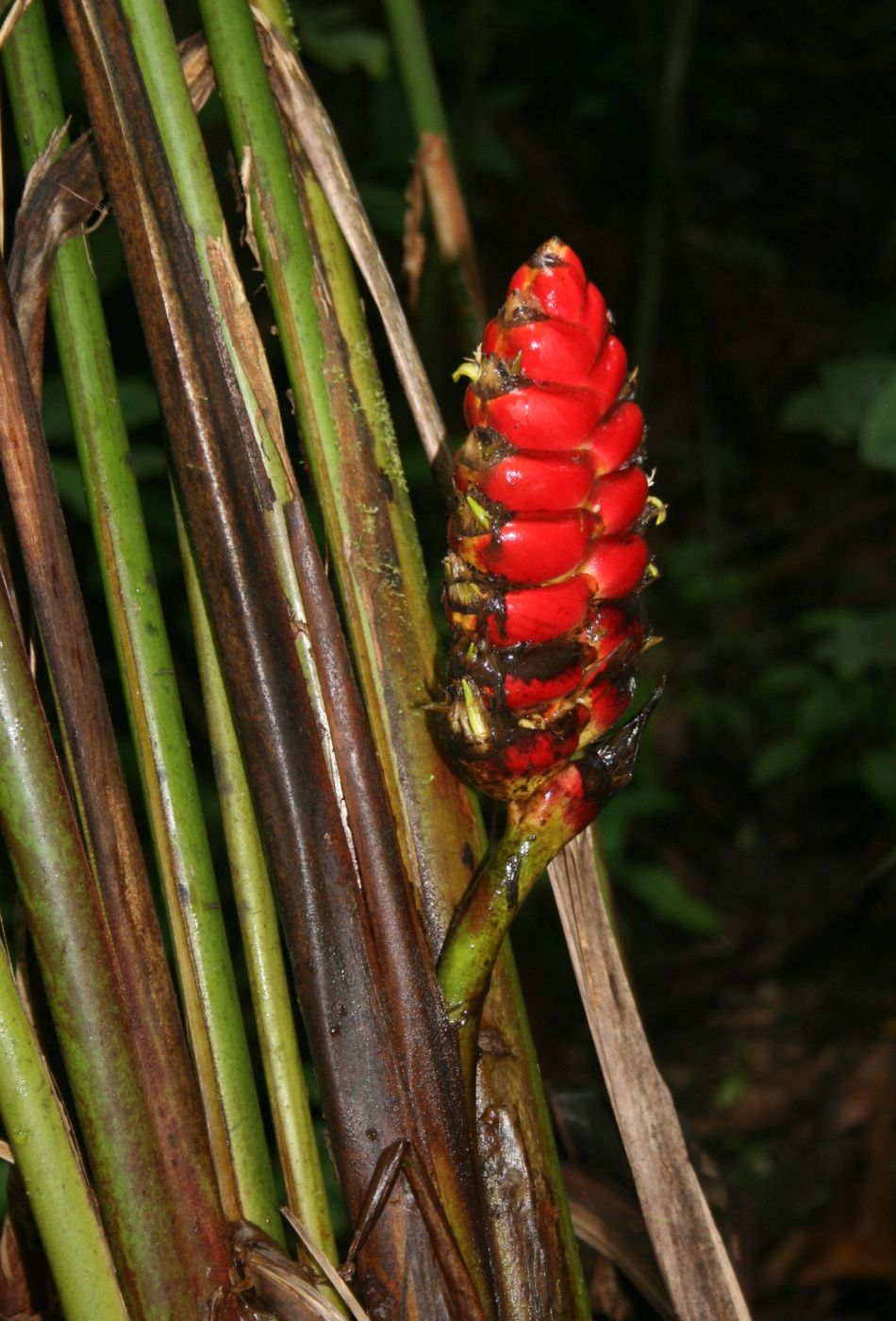
Untergattung Taeniostrobus: Heliconia imbricata

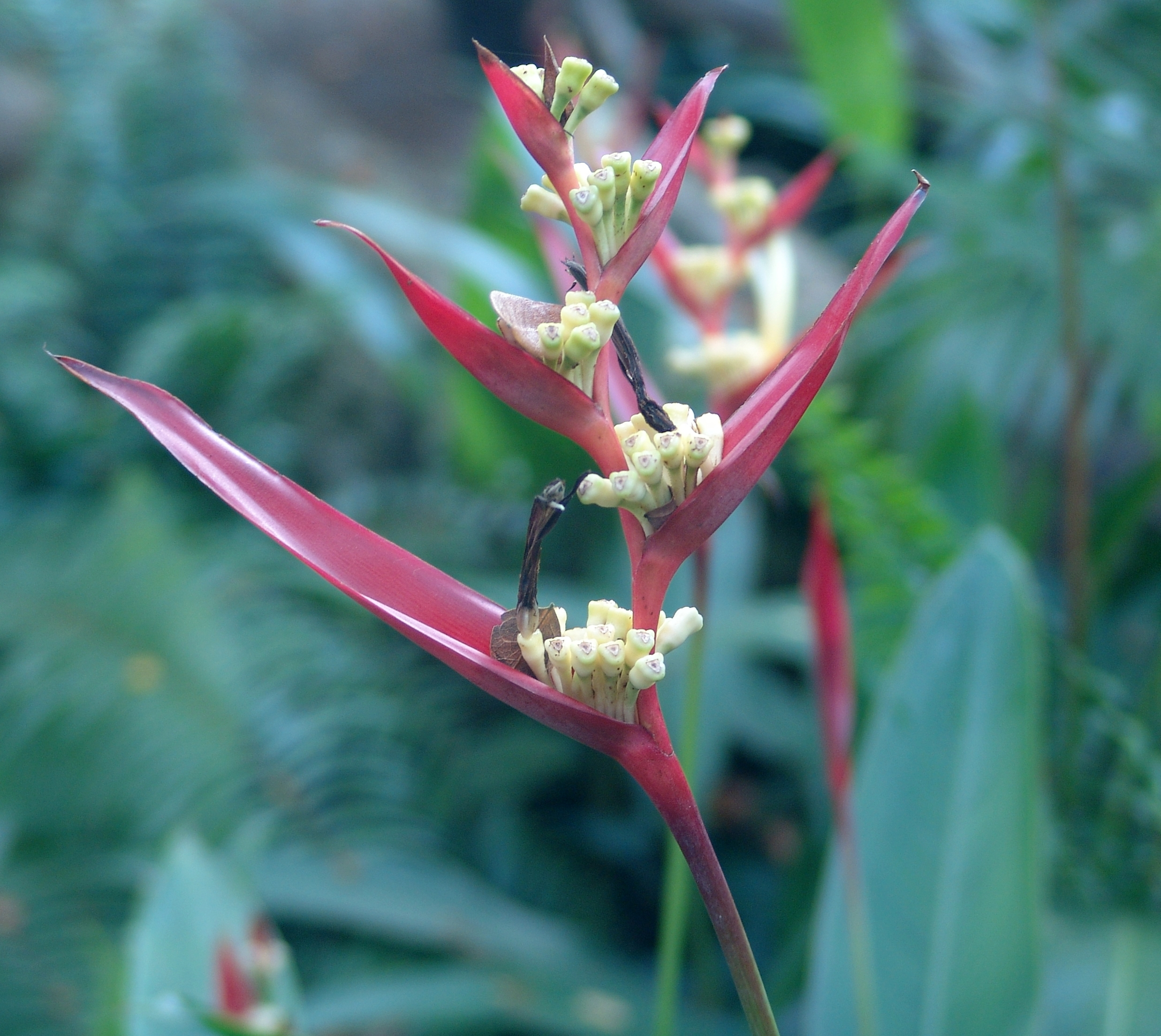
Untergattung Stenochlamys, Sektion Lanea: Heliconia burleana

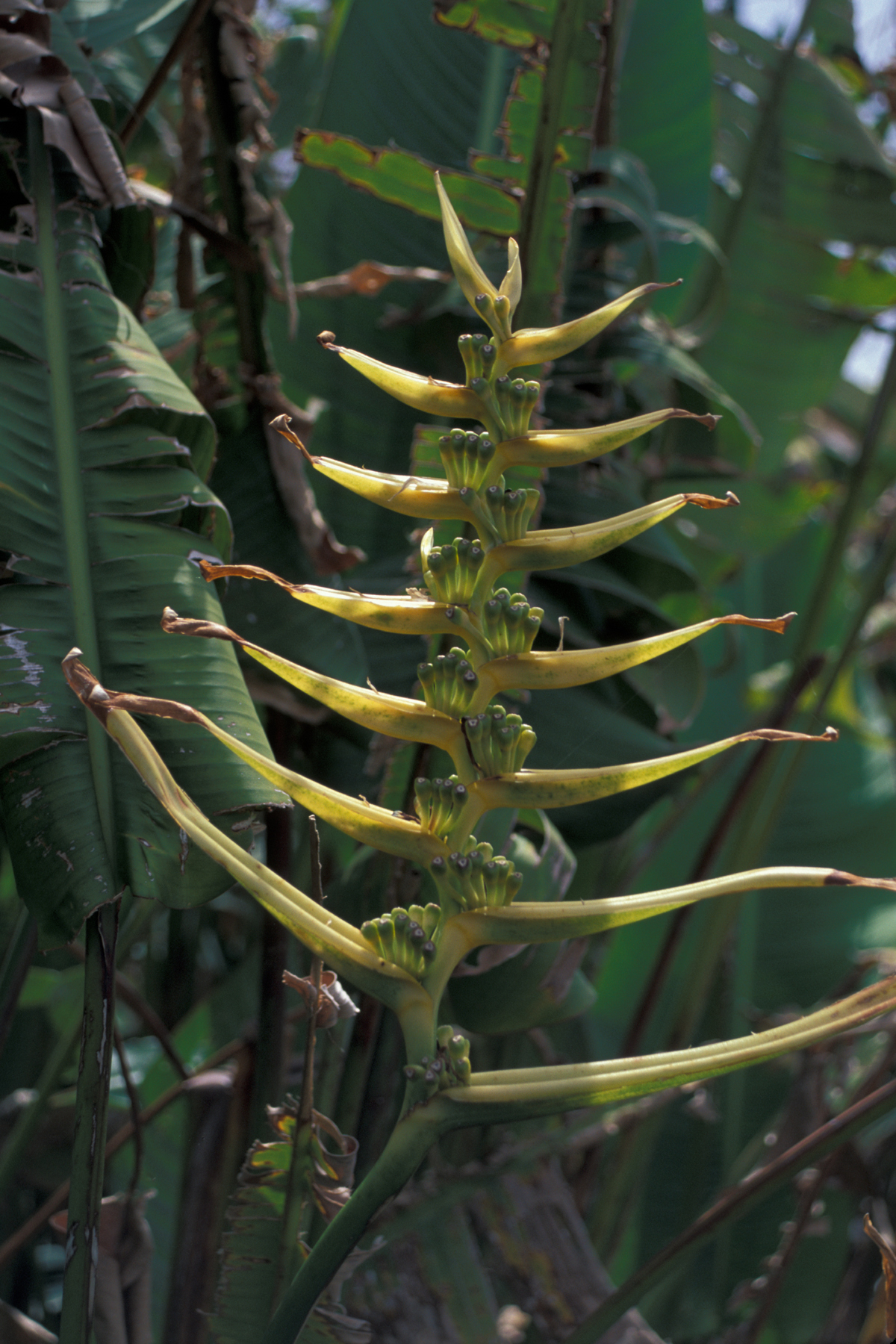
Untergattung Stenochlamys, Sektion Lanea: Heliconia lingulata

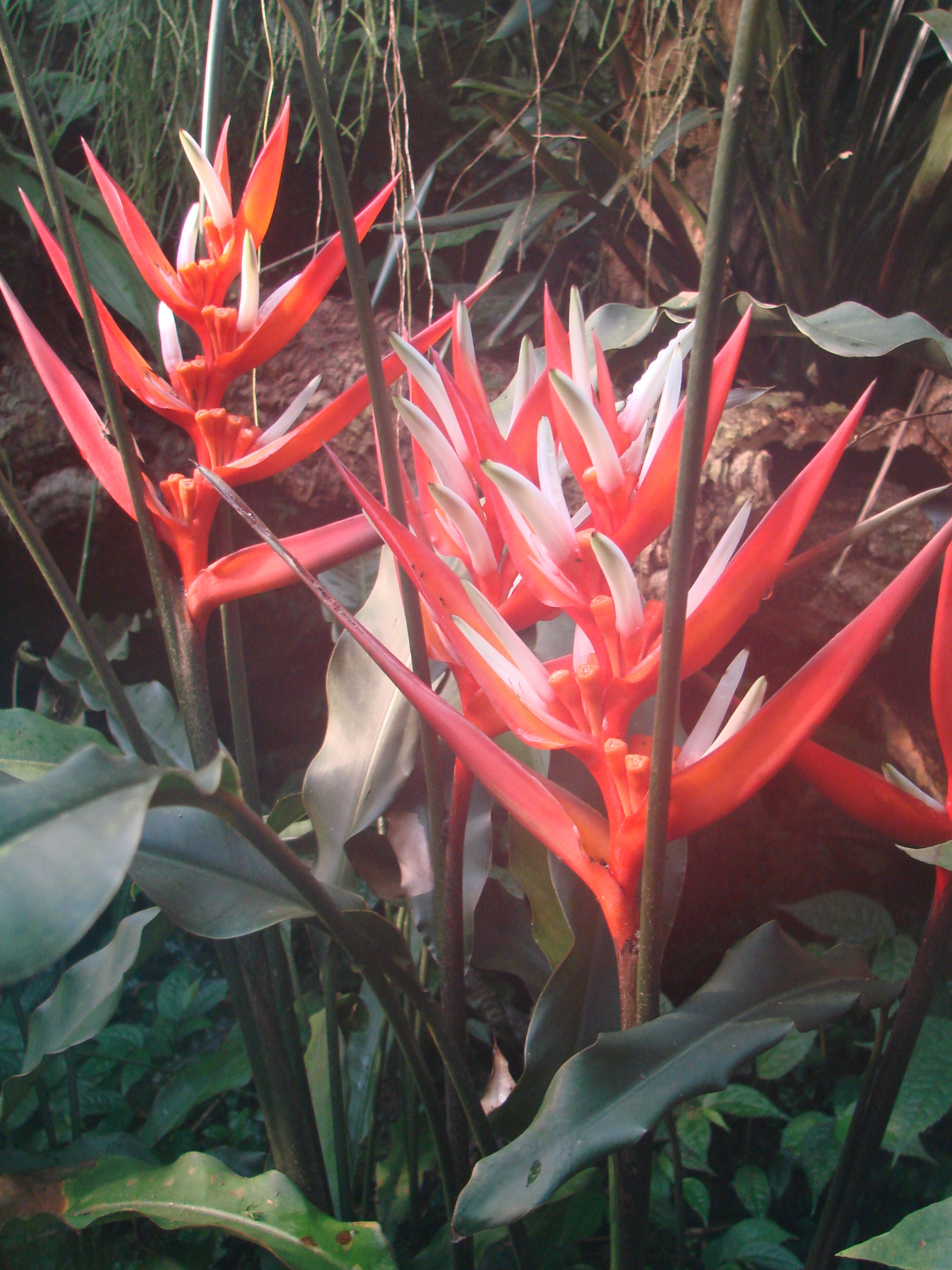
Untergattung Stenochlamys, Sektion Stenochlamys: Heliconia angusta

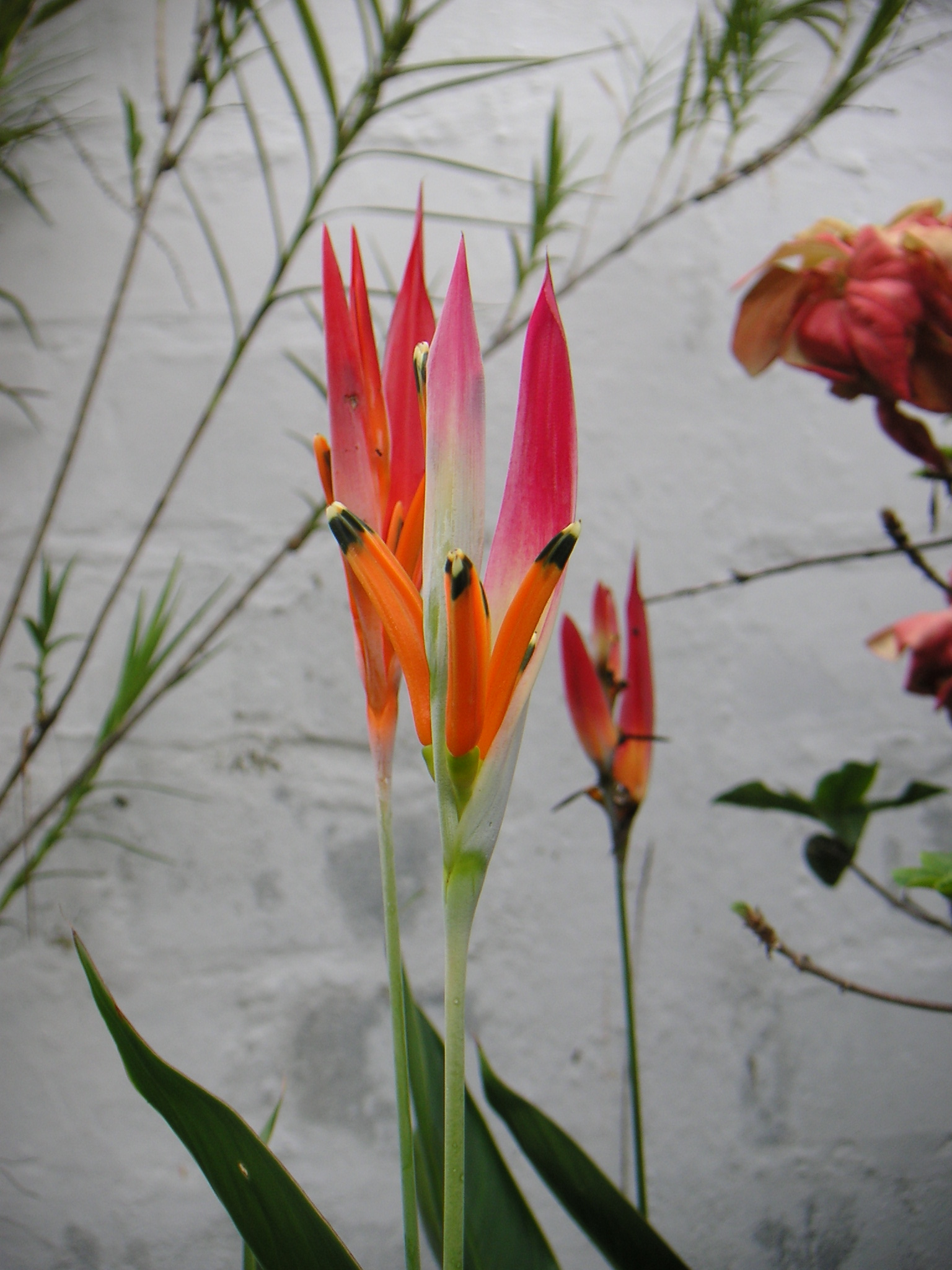
Untergattung Stenochlamys, Sektion Stenochlamys: Papageien-Hummerschere (Heliconia psittacorum)

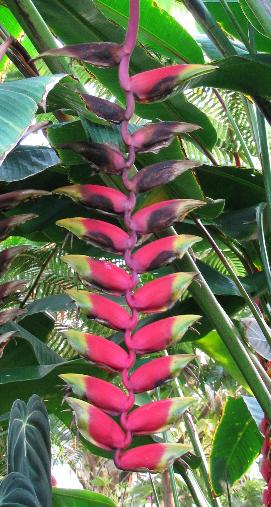
Untergattung Stenochlamys, Sektion Lasia: Heliconia velutina

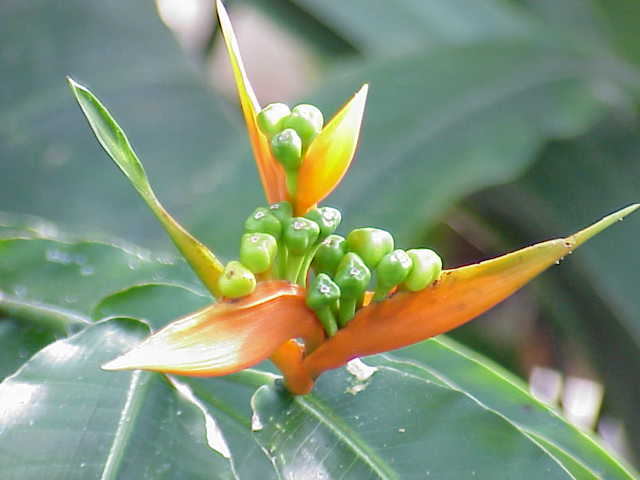
Untergattung Stenochlamys, Sektion Zingiberastrum: Heliconia aurantiaca

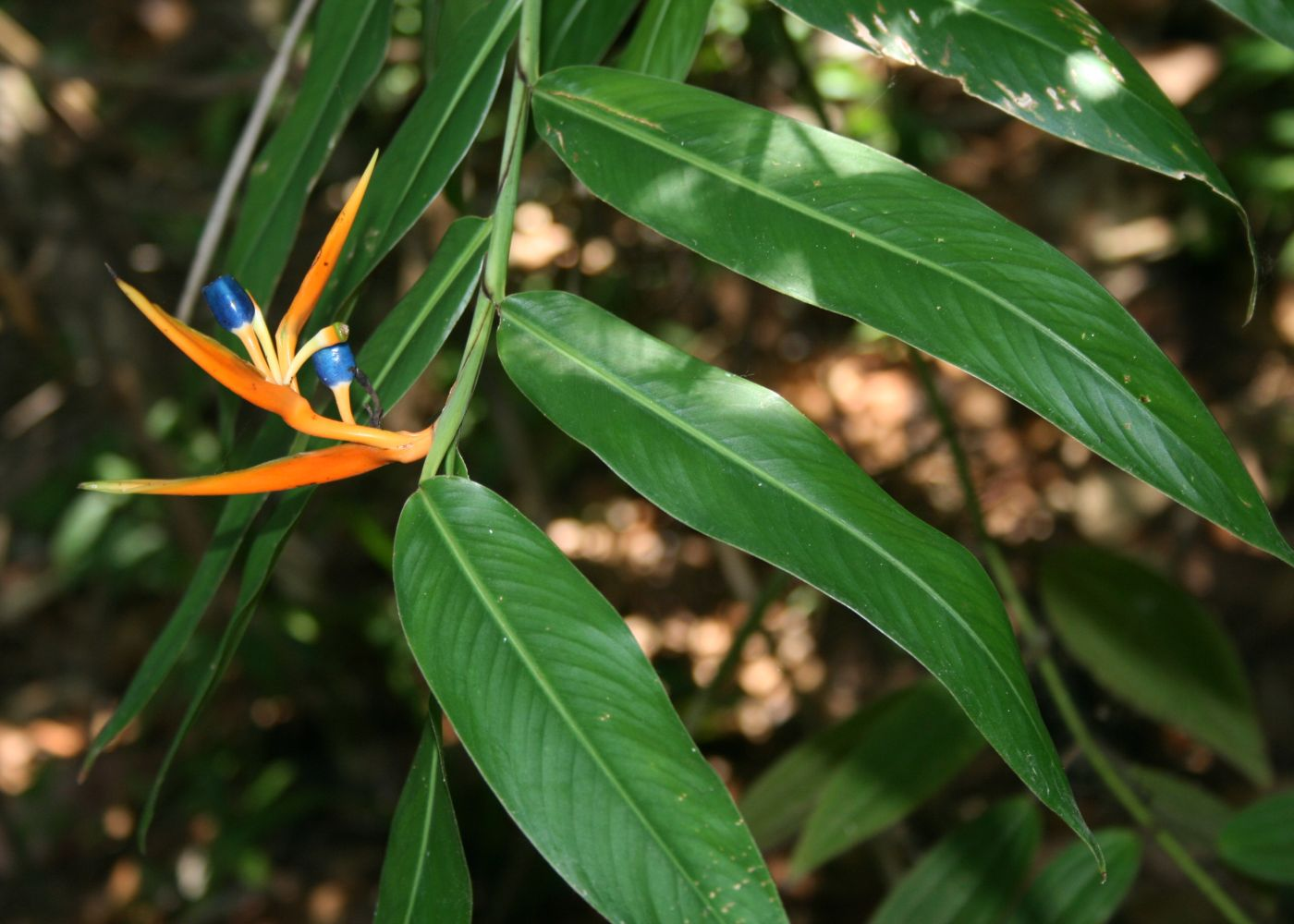
Untergattung Stenochlamys, Sektion Zingiberastrum: Heliconia longiflora

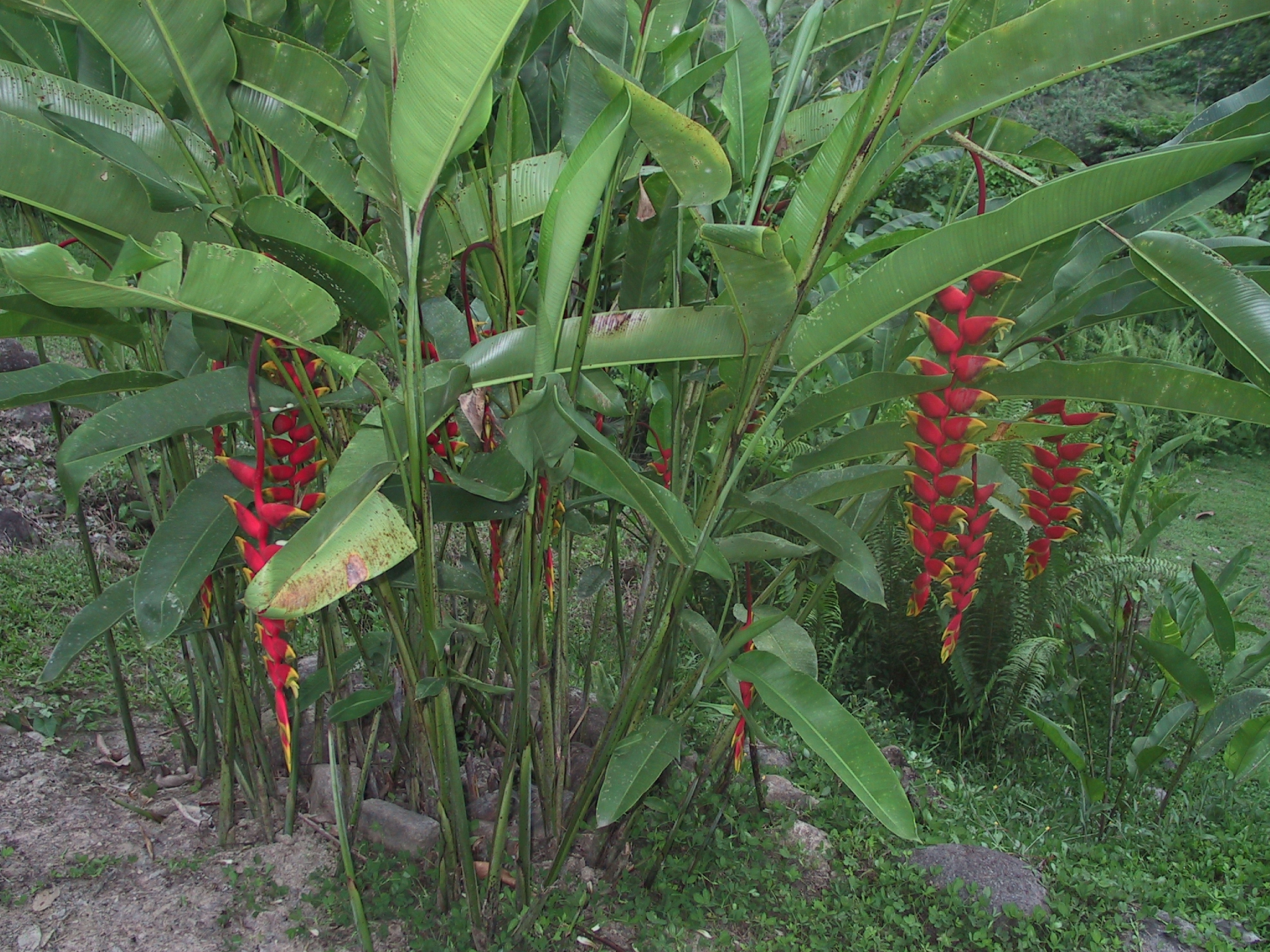
Untergattung Griggsia, Sektion Barbatae: Heliconia pogonantha

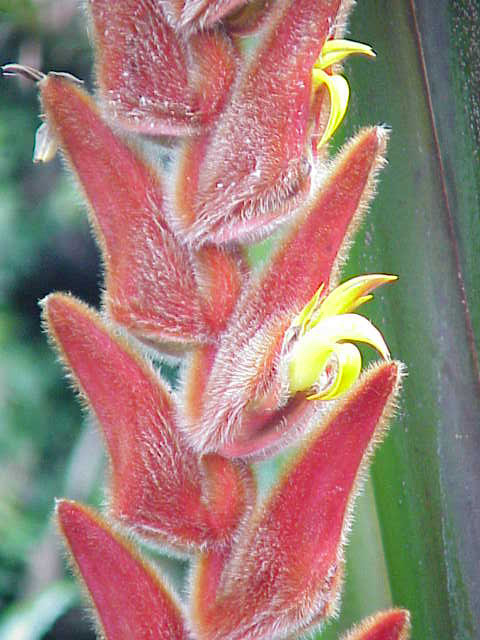
Untergattung Griggsia, Sektion Barbatae: Heliconia vellerigera

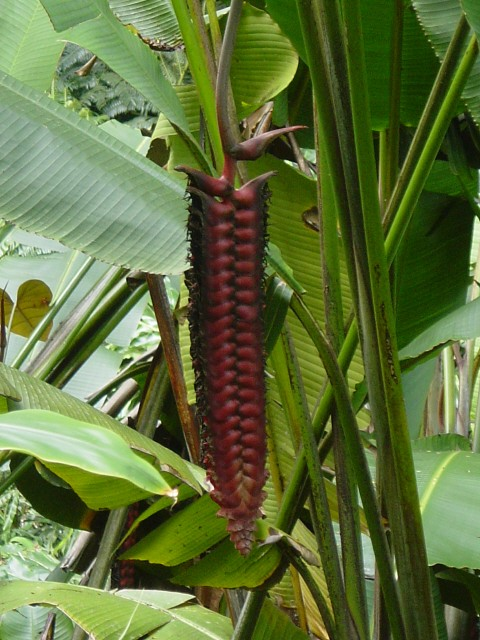
Untergattung Griggsia, Sektion Longae: Heliconia mariae

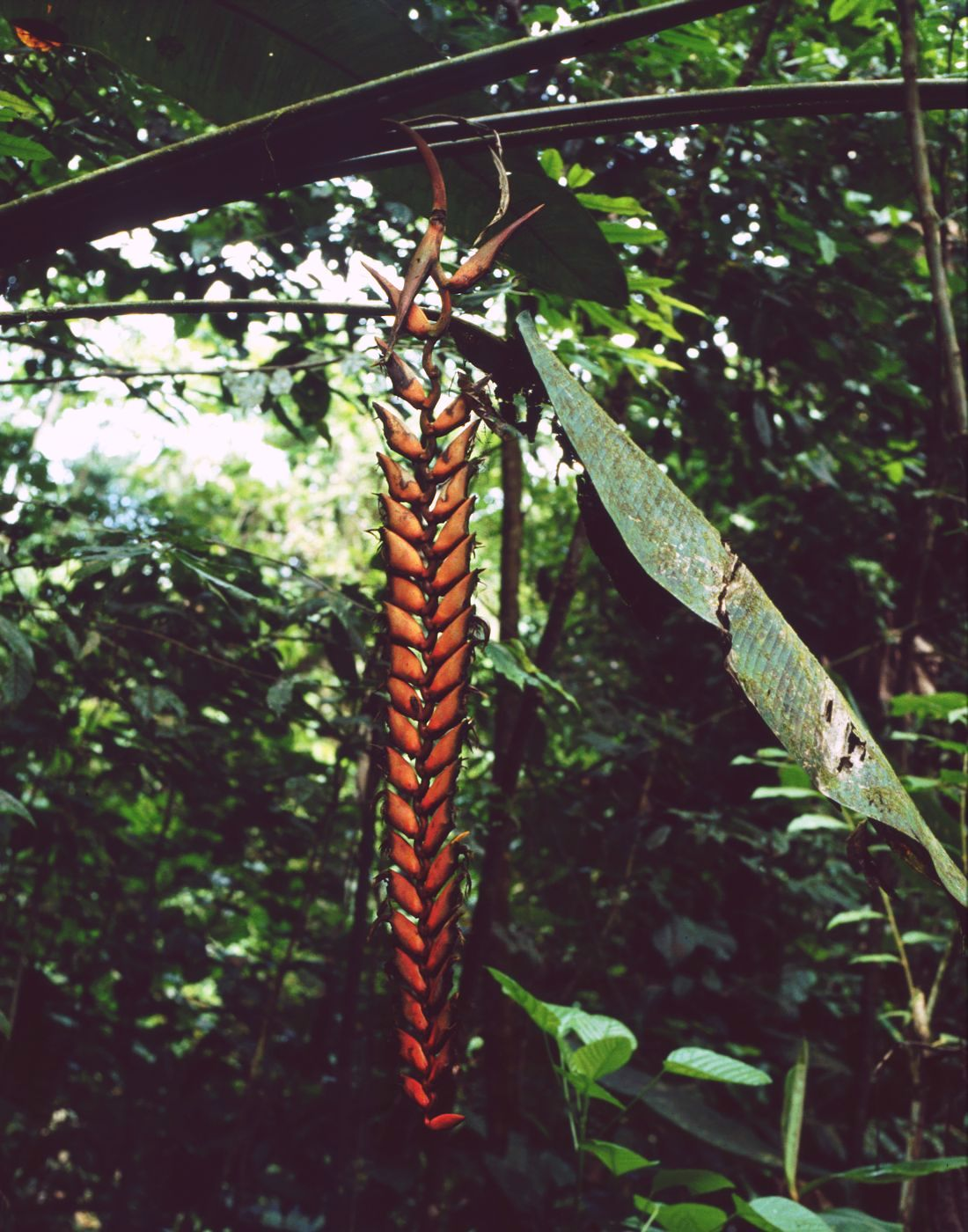
Untergattung Griggsia, Sektion Longae: Heliconia stilesii

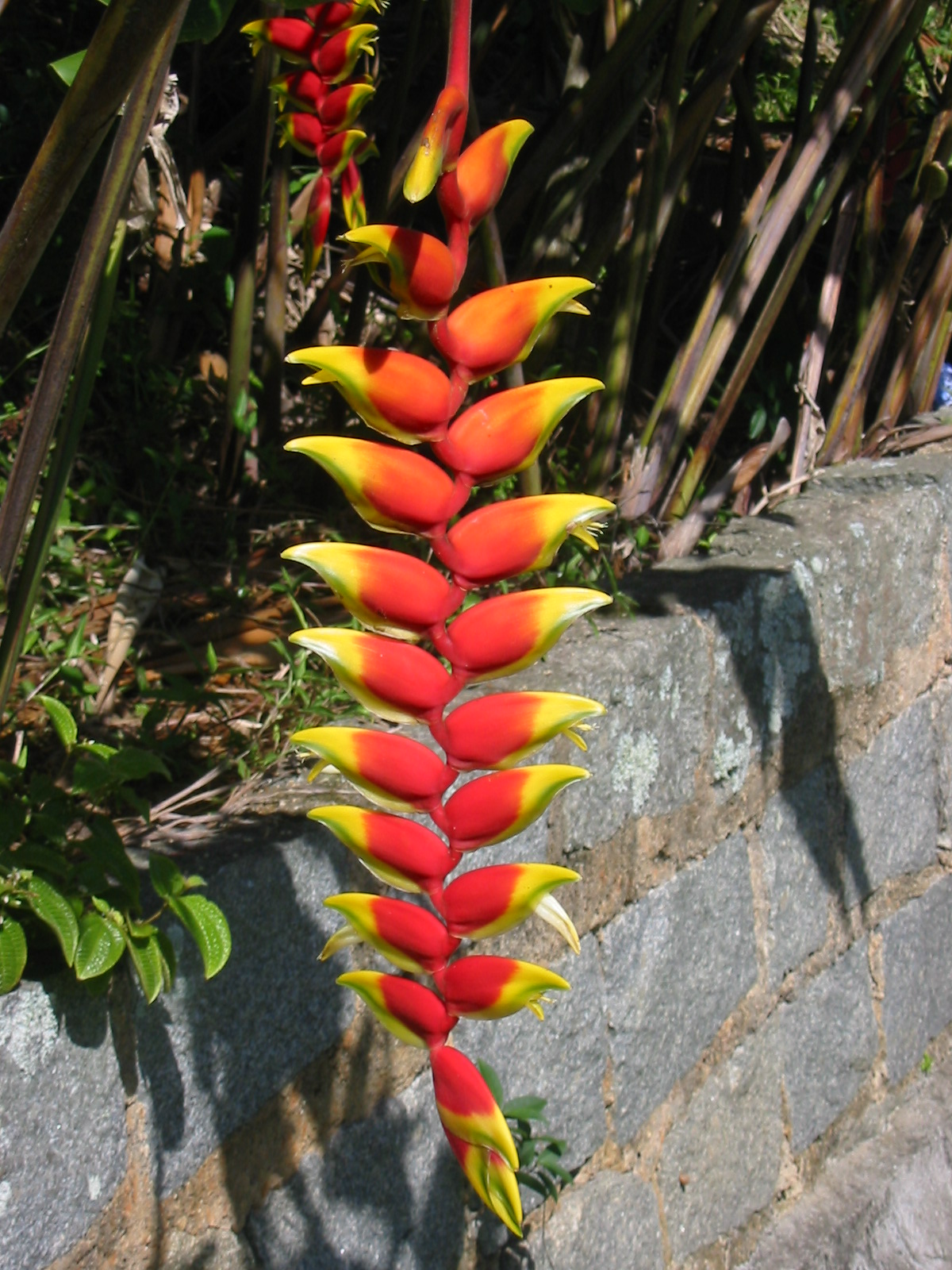
Untergattung Griggsia, Sektion Rostratae: Hängende Hummerschere (Heliconia rostrata)

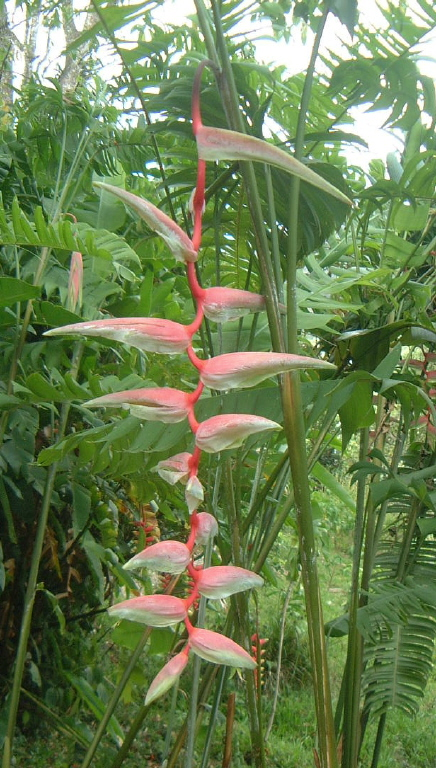
Untergattung Griggsia, Sektion Pendulae: Heliconia chartacea

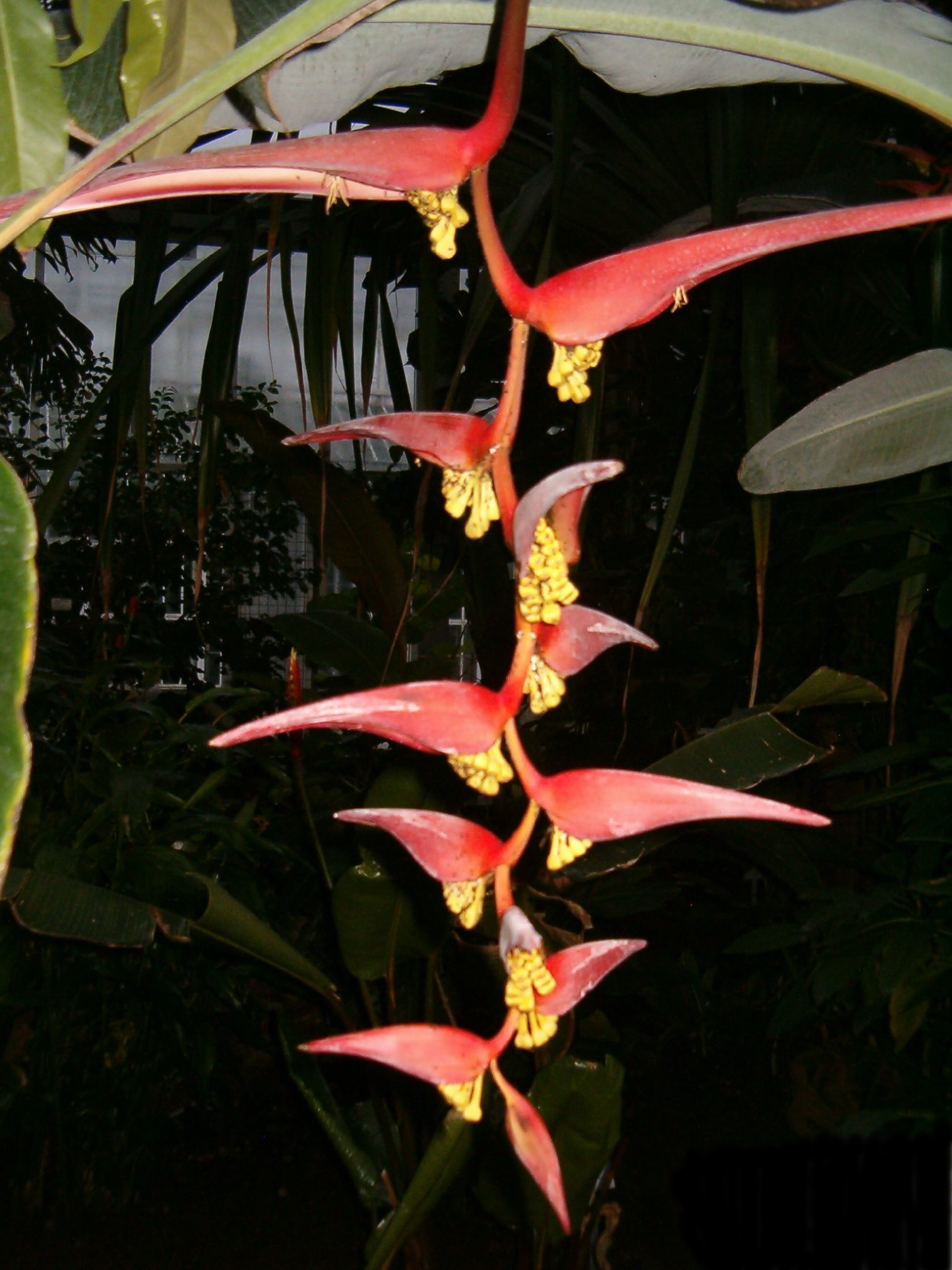
Untergattung Griggsia, Sektion Pendulae:Heliconia collinsiana

## Entwicklungsgeschichte, Verbreitung und Standorte
Die Entwicklung der Helikoniaceae innerhalb der Zingiberales erfolgte relativ spät und wird auf etwa 32 Millionen Jahren vor heute datiert. Die gemeinsamen Vorfahren der Helikoniaceae, Strelitziaceae, Lowiaceae datiert man auf etwa 109 Millionen Jahre vor heute. Da diese Gruppe in der Neotropis entstand, können die ozeanischen Heliconia-Arten nur durch Fernausbreitung jüngerer Zeit dort hingelangt sein.
Die Familie der Heliconiaceae besitzt ein disjunktes Areal. Die meisten Arten kommen in der Neotropis vor. Einige Arten sind in Ozeanien, auf Inseln des tropischen Pazifischen Ozeans, Melanesien von Samoa bis Sulawesi heimisch.
Viele Arten gedeihen im Tiefland-Regenwald unterhalb einer Höhenlage von 500 Metern. Die größte Anzahl von Arten gedeiht im mittleren Höhenlagen in Regen- oder Nebelwäldern. Nur wenige Arten findet man in Höhenlagen oberhalb 2000 Meter. Am häufigsten findet man Exemplare an Ruderalstandorten beispielsweise entlang von Bahnstrecken und es sind oft Pionierpflanzen nach dem Holzeinschlag, oder man findet sie an Flussufern. Doch viele Arten sind auf schattige Standorte in Primärwäldern angewiesen; leider sind diese Arten oft Lokalendemiten und bei Zerstörung der Wälder beim Holzeinschlag jeweils vom Aussterben bedroht.

## Systematik und Verbreitung der Arten
Die Gattung Heliconia wurde 1771 durch Carl von Linné aufgestellt. Typusart ist Heliconia bihai (L.) L. Die Gattungsname Heliconia ist vom Helikon-Gebirge im südlichen Griechenland abgeleitet, der als Heim der Musen betrachtet wurde. Synonyme für Heliconia L. sind: Bihai Mill., Heliconiopsis Miq.
Die Familie der Heliconiaceae (A.Richard) Nakai wurde 1941 von Takenoshin Nakai erstveröffentlicht. Früher wurde die Gattung Heliconia in die Familien der Strelitziaceae oder Musaceae eingegliedert.
Die Gattung Heliconia wird von Kress (1984, 1990, 1994) und Andersson (1981, 1985, 1992) in fünf Untergattungen und etwa 23 Sektionen gegliedert. Es gibt etwa 200 bis 225 Heliconia-Arten (hier mit ihrer Verbreitung):
- Untergattung Heliconia: Sie enthält sechs Sektionen mit etwa 33 Arten:
  - Sektion Heliconia:
    - Scharlachrote Hummerschere (Heliconia bihai (L.) L., Syn.: Heliconia nigrescens Jacq., Heliconia variegata Jacq., Heliconia distans Griggs, Heliconia purpurea Griggs, Heliconia rutila Griggs, Heliconia aurea G.Rodr., Heliconia schaeferiana G.Rodr.): Sie ist im nördlichen Südamerika beispielsweise Kolumbien, Venezuela, Guyana, Französisch-Guayana sowie Suriname verbreitet und kommt auf Karibischen Inseln vor.[5]
    - Heliconia bourgaeana Petersen (Syn.: Heliconia barqueta Loes., Heliconia champneiana Griggs): Sie ist vom südlichen Mexiko bis Honduras verbreitet.[5]
    - Heliconia caribaea Lam. (Syn.: Heliconia luteofusca Jacq., Heliconia conferta Petersen, Heliconia borinquena Griggs): Sie kommt auf Karibischen Inseln vor.[5]
    - Heliconia orthotricha L.Anderss.: Sie ist vom südlichen Kolumbien bis zentralen Peru verbreitet.[5]
    - Heliconia rodriguensis Aristeg.: Sie kommt im nördlichen Venezuela vor.[5]
    - Bananenblättrige Hummerschere (Heliconia stricta Huber, Syn.: Heliconia tricolor Abalo & G.Morales): Sie ist im tropischen Südamerika weitverbreitet.[5]
    - Dreifarbige Hummerschere (Heliconia wagneriana Petersen, Syn.: Heliconia elongata Griggs, Heliconia lennartiana W.J.Kress): Sie ist von Zentralamerika bis Ecuador verbreitet und kommt auf Trinidad vor.[5]

  - Sektion Episcopales (Griggs) L.Anderss.: Sie enthält nur eine Art:
    - Heliconia episcopalis Vell. (Syn.: Heliconia ferdinando-coburgi Szyszyl. ex Wawra): Sie ist im tropischen Südamerika verbreitet.[5]

  - Sektion Tortex L.Anderss.:
    - Heliconia beckneri R.R.Smith: Sie kommt in Costa Rica vor.[5]
    - Heliconia cucullata W.J.Kress & L.Anderss.: Sie ist von Costa Rica bis Panama verbreitet.[5]
    - Heliconia faunorum W.J.Kress & L.Anderss.: Sie kommt in Panama vor.[5]
    - Heliconia irrasa R.R.Smith: Sie ist vom südwestlichen Nicaragua bis Panama verbreitet.[5]
    - Heliconia latispatha Benth. (Syn.: Heliconia aequatoriensis Loes.): Sie ist vom südlichen Mexiko über Zentralamerika bis Venezuela und ins nordöstliche Peru verbreitet.[5]
    - Heliconia lutea W.J.Kress: Sie kommt in Panama vor.[5]
    - Heliconia monteverdensis Daniels & Stiles (Syn.: Heliconia vulcanicola F.G.Stiles, Heliconia monteverdensis var. vulcanicola (F.G.Stiles) W.J.Kress): Sie kommt in Costa Rica vor.[5]
    - Heliconia sarapiquensis Daniels & Stiles (Syn.: Heliconia lindsayana W.J.Kress): Sie ist von Costa Rica bis Panama verbreitet.[5]
    - Heliconia spathocircinata Aristeg.: Von den zwei Unterarten ist eine von Panama über Trinidad-Tobago bis ins tropische Südamerika verbreitet und die andere kommt nur in Panama vor.[5]
    - Heliconia thomasiana W.J.Kress: Sie kommt in Panama vor.[5]
    - Heliconia tortuosa Griggs: Sie ist vom südöstlichen Mexiko bis Zentralamerika verbreitet.[5]
    - Heliconia umbrophila Daniels & Stiles: Sie kommt in Costa Rica vor.[5]

  - Sektion Farinosae W.J.Kress, ined.:
    - Heliconia barryana W.J.Kress: Dieser Endemit kommt in Panama nur in Chiriquí vor.[5]
    - Heliconia clinophila R.R.Smith: Sie ist von Costa Rica bis Panama verbreitet.[5]
    - Heliconia darienensis L.Anderss.: Sie ist vom südlichen Panama bis ins nordwestliche Kolumbien verbreitet.[5]
    - Heliconia farinosa Raddi (Syn.: Heliconia brasiliensis Hook., Heliconia pulverulenta Lindl., Heliconia speciosa Horan., Heliconia vellozoana Emygdio, Heliconia sampaioana Emygdio): Sie ist in den brasilianischen Bundesstaaten von Rio de Janeiro bis Rio Grande do Sul und in Argentinien in Misiones sowie Salta verbreitet.[5]
    - Heliconia gracilis Daniels & Stiles: Sie kommt in Costa Rica vor.[5]
    - Heliconia ignescens Daniels & Stiles: Sie ist von Costa Rica bis Panama verbreitet.[5]
    - Heliconia kautzkiana Emygdio & Santos: Sie kommt nur im brasilianischen Bundesstaat Espírito Santo vor.[5]
    - Heliconia lankesteri Standl.: Sie ist von Costa Rica bis Panama verbreitet.[5]
    - Heliconia librata Griggs: Sie ist vom nördlichen-zentralen und südöstlichen Mexiko bis Nicaragua verbreitet.[5]
    - Heliconia rodriguezii Stiles: Sie kommt in Costa Rica vor.[5]

  - Sektion Complanatae W.J.Kress ined.:
    - Heliconia atratensis Abalo & Morales: Sie kommt nur im nordwestlichen Kolumbien vor.[5]
    - Heliconia brenneri Abalo & Morales: Sie kommt in Ecuador nur in Moreno-Santiago vor.[5]
    - Heliconia foreroi Abalo & Morales: Sie kommt in Kolumbien vor.[5]

  - Sektion Tenebria L.Anderss.:
    - Heliconia lourteigiae Emygdio & Santos: Sie ist im tropischen Südamerika verbreitet.[5]
    - Heliconia tenebrosa Macbr.: Sie ist vom nordöstlichen Peru bis ins nordwestliche Brasilien verbreitet.[5]
- Untergattung Taeniostrobus (Kuntze) Griggs:
  -     - Heliconia atropurpurea Daniels & Stiles: Sie ist von Costa Rica bis Kolumbien verbreitet.[5]
    - Heliconia bella W.J.Kress: Sie kommt in Panama vor.[5]
    - Heliconia imbricata (Kuntze) Baker (Syn.: Heliconia densa (Griggs) L.B.Sm.): Sie ist von Costa Rica bis ins nordwestliche Kolumbien verbreitet.[5]
    - Heliconia reticulata (Griggs) Winkl. (Syn.: Heliconia marmoliana Dodson & A.H.Gentry): Sie ist von Costa Rica bis ins zentrale Ecuador verbreitet.[5]
- Untergattung Heliconiopsis (Miq.) W.J.Kress:
  - Es wurde diskutiert, ob es eine eigene Gattung Heliconiopsis ist:
    - Heliconia indica Lam. (Syn.: Heliconia buccinata Roxb., Heliconiopsis amboinensis Miq. nom. superfl., Heliconiopsis indica (Lam.) Nakai): Sie ist mit fünf Varietäten von Maluku bis auf südwestlichen Pazifischen Inseln verbreitet.[5]
    - Heliconia lanata (Green) W.J.Kress (Syn.: Heliconia indica var. lanata P.S.Green): Sie kommt nur auf den Salomonen vor.[5]
    - Heliconia laufao W.J.Kress: Sie kommt nur auf Samoa vor.[5]
    - Heliconia paka A.C.Smith: Sie kommt nur auf Fidschi vor.[5]
    - Heliconia papuana W.J.Kress: Sie kommt nur auf Neuguinea vor.[5]
    - Heliconia solomonensis W.J.Kress: Sie kommt vom Bismarck-Archipel bis zu den Salomonen vor.[5]
- Untergattung Stenochlamys Baker:
  - Sektion Lanea L.Anderss.:
    - Heliconia adflexa (Griggs) Standl.: Sie ist vom südöstlichen Mexiko bis Honduras verbreitet.[5]
    - Heliconia aemygdiana BurleMarx: Von den zwei Unterarten ist eine vom südlichen Kolumbien bis zentralen Bolivien und südöstlichen Brasilien verbreitet und die andere kommt nur im westlichen Ecuador vor.[5]
    - Heliconia burleana Abalo & Morales: Sie ist von Kolumbien und ins nördliche Peru verbreitet.[5]
    - Heliconia fugax L.Anderss.: Sie kommt im zentralen Peru vor.[5]
    - Heliconia gaiboriana Abalo & Morales: Sie kommt nur in der ecuadorianischen Provinz Los Ríos vor.[5]
    - Heliconia gloriosa Abalo & Morales: Sie kommt im zentralen Peru vor.[5]
    - Heliconia impudica Abalo & Morales: Sie kommt in Ecuador vor.[5]
    - Heliconia lingulata Ruiz & Pav. (Syn.: Heliconia weberbaueri Loes.): Sie ist im zentralen Peru bis zentralen Bolivien verbreitet.[5]
    - Heliconia lophocarpa Daniels & Stiles: Sie ist von Costa Rica bis Panama verbreitet.[5]
    - Heliconia meridensis Klotzsch (Syn.: Heliconia schneeana Steyerm., Heliconia falcata Barreiros, Heliconia colombiana Abalo & G.Morales, Heliconia mincana Abalo & Morales): Sie ist vom nordöstlichen Kolumbien bis nordwestlichen Venezuela verbreitet.[5]
    - Heliconia pseudoaemygdiana Emygdio & Santos: Sie kommt nur in brasilianischen Bundesstaat Rio de Janeiro vor.
    - Heliconia scarlatina Abalo & Morales (Syn.: Heliconia aristeguietae Abalo & G.Morales, Heliconia gilbertiana Abalo & G.Morales): Sie ist vom südöstlichen Panama bis Kolumbien und nördlichen Peru verbreitet.[5]
    - Heliconia schiedeana Klotzsch (Syn.: Heliconia hirsuta Schltdl. & Cham. nom. illeg., Heliconia geniculata (Griggs) L.B.Sm.): Sie gedeiht in Höhenlagen von 400 bis 1700 Metern in mexikanischen Bundesstaaten Hidalgo und San Luis Potosí bis Veracruz.[5][9]
    - Heliconia spissa Griggs (Syn.: Heliconia schiedeana var. spissa (Griggs) R.R.Sm., Heliconia pochutlensis Conz.): Sie ist vom südlichen Mexico bis nördlichen Nicaragua verbreitet.[5]
    - Heliconia virginalis Abalo & Morales (Syn.: Heliconia deflexa G.S.Daniels & F.G.Stiles): Sie ist von Costa Rica über Panama bis Kolumbien und nordwestlichen Ecuador verbreitet.[5]
    - Heliconia willisiana Abalo & Morales: Sie kommt nur in der ecuadorianischen Provinz Pichincha vor.[5]
    - Heliconia zebrina Plowman, Kress & Kennedy (Syn.: Heliconia variegata Loes.): Sie kommt im zentralen-östlichen Peru vor.[5]

  - Sektion Stenochlamys (Baker) Schum.:
    - Heliconia acuminata L.C.Rich.: Sie ist mit vier Unterarten im tropischen Südamerika weitverbreitet.[5]
    - Heliconia angusta Vell. (Syn.: Heliconia bicolor Benth., Heliconia angustifolia Hook., Heliconia bidentata Barreiros, Heliconia laneana Barreiros, Heliconia aurorea Emygdio & E.Santos, Heliconia citrina Emygdio & E.Santos, Heliconia fluminensis Emygdio & E.Santos, Heliconia lacletteana Emygdio & E.Santos): Sie ist im südöstlichen Brasilien verbreitet.[5]
    - Heliconia brachyantha L.Anderss.: Sie ist vom südöstlichen Panama bis nordwestlichen Venezuela verbreitet.[5]
    - Papageien-Hummerschere (Heliconia psittacorum L. f., Syn.: Heliconia ballia Rich., Heliconia marantifolia G.Shaw, Heliconia humilis (Aubl.) Jacq., Heliconia swartziana Roem. & Schult., Heliconia cannoidea A.Rich., Heliconia andrewsii Klotzsch, Heliconia schomburgkiana Klotzsch, Heliconia brasiliensis var. concolor Petersen, Heliconia psittacorum var. robusta Eichler ex Petersen, Heliconia psittacorum var. spathacea Eichler ex Petersen, Heliconia psittacorum var. rhizomatosa Aristeg., Heliconia hirsuta var. cannoidea (A.Rich.) Baker, Heliconia sylvestris (Gleason) L.B.Sm., Heliconia goiasensis Barreiros, Heliconia bahiensis Barreiros): Sie ist von Panama bis Paraguay, Brasilien und Guayana verbreitet und kommt auf karibischen Inseln vor.[5]
    - Heliconia richardiana Miq. (Syn.: Heliconia glauca Poit. ex Verlot): Sie ist vom nördlichen Südamerika bis östlichen Brasilien verbreitet.[5]
    - Heliconia timothei L.Anderss.: Sie ist vom nordöstlichen Peru bis nordwestlichen Brasilien verbreitet.[5]

  - Sektion Proximochlamys L.Anderss.: Sie enthält nur eine Art:
    - Heliconia densiflora Verlot: Sie ist mit zwei Unterarten im tropischen Südamerika verbreitet und kommt auf der Insel Trinidad vor.[5]

  - Sektion Lasia L.Anderss.:
    - Heliconia dasyantha Koch & Bouché: Sie kommt von Surinam bis Französisch-Guayana vor.[5]
    - Heliconia estherae Abalo & Morales: Sie kommt nur im nordöstlichen Kolumbien vor.[5]
    - Heliconia julianii Barreiros: Sie ist im tropischen Südamerika verbreitet.[5]
    - Heliconia lasiorachis L.Anderss.: Sie ist vom südöstlichen Kolumbien bis Peru verbreitet.[5]
    - Heliconia velutina L.Anderss.: Sie ist vom zentralen Kolumbien bis zum zentralen Peru verbreitet.[5]

  - Sektion Cannastrum L.Anderss.:
    - Heliconia berryi Abalo & Morales: Sie kommt nur in der ecuadorianischen Provinz Napo vor.[5]
    - Heliconia calatheaphylla G.S.Daniels & F.G.Stiles: Sie kommt in Costa Rica vor.[5]
    - Heliconia mathiasiae G.S.Daniels & F.G.Stiles (Syn.: Heliconia vaginalis subsp. mathiasiae (G.S.Daniels & F.G.Stiles) L.Andersson, Heliconia golfodulcensis G.S.Daniels & F.G.Stiles): Sie ist vom nördlichen-zentralen sowie südöstlichen Mexiko bis Panama verbreitet.[5]
    - Heliconia metallica Pl. & Linden ex. Hook. (Syn.: Heliconia vinosa W.Bull, Heliconia nana G.Rodr., Heliconia osaensis var. rubescens F.G.Stiles): Sie ist von Zentralamerika bis Bolivien verbreitet.[5]
    - Heliconia osaensis Cuf.: Sie ist von Honduras bis Kolumbien verbreitet.[5]
    - Heliconia pardoi Abalo & Morales: Sie kommt im nördlichen Ecuador vor.[5]
    - Heliconia revoluta (Griggs) Standl. (Syn.: Heliconia sanctae-martae L.Anderss.): Sie kommt vom nordöstlichen Kolumbien bis Brasilien (Serra da Neblina) vor.[5]
    - Heliconia subulata Ruiz & Pav. (Syn.: Heliconia psittacorum var. subulata (Ruiz & Pav.) Baker): Sie ist in zwei Unterarten von Ecuador bis Argentinien (nur Misiones, Salta) verbreitet.[5]
    - Heliconia vaginalis Benth. (Syn.: Heliconia deflexa G.S.Daniels & F.G.Stiles): Sie ist von Costa Rica bis ins nordwestliche Ecuador verbreitet.[5]
    - Heliconia venusta Abalo & Morales: Sie ist vom zentralen Kolumbien bis ins zentrale Ecuador verbreitet.[5]

  - Sektion Zingiberastrum L.Anderss.:
    - Heliconia aurantiaca Ghiesbr. ex Lem. (Syn.: Heliconia brevispatha Hook., Heliconia choconiana S.Watson): Sie ist vom südlichen Mexiko bis Zentralamerika verbreitet.[5]
    - Heliconia apparicioi Barreiros: Sie ist von Ecuador bis Peru und ins westliche Brasilien verbreitet.[5]
    - Heliconia cordata L.Anderss.: Sie ist vom zentralen Kolumbien bis ins nordwestlichen Ecuador verbreitet.[5]
    - Heliconia crassa Griggs: Sie kommt in Guatemala vor.[5]
    - Heliconia hirsuta L. f. (Syn.: Heliconia bicolor Klotzsch nom. illeg., Heliconia cannoidea var. villosa Petersen, Heliconia hirsuta var. villosula Loes., Heliconia straminea (Griggs) Standl., Heliconia cardenasii L.B.Sm., Heliconia harrisiana (Griggs) L.B.Sm., Heliconia burle-marxii Emygdio, Heliconia costanensis Aristeg., Heliconia hirsuta var. rubriflora R.R.Sm., Heliconia cararensis Abalo & G.Morales): Sie ist in Zentralamerika sowie im tropischen Südamerika weitverbreitet und kommt auf der Insel Trinidad vor.[5]
    - Heliconia longiflora R.R.Smith: Die zwei Unterarten sind von Nicaragua bis zum nordwestlichen Kolumbien und nordwestlichen Ecuador verbreitet.[5]
    - Heliconia schumanniana Loes. (Syn.: Heliconia aureorosea Loes., Heliconia uleana Loes.): Sie ist vom südlichen Kolumbien bis ins östliche Peru verbreitet. Es gibt keine Subtaxa mehr.[5]
    - Heliconia tarcarcunae L.Anderss.: Sie kommt in nur im südlichen Panama vor.[5]
- Untergattung Griggsia L.Anderss.:
  - Sektion Griggsia W.J.Kress ined.:
    - Heliconia gigantea W.J.Kress & J.Betancur: Sie kommt in Kolumbien vor.[5]
    - Heliconia griggsiana L.B.Smith: Sie kommt in Kolumbien und Ecuador vor.[5]
    - Heliconia paludigena Abalo & Morales: Sie kommt in Ecuador vor.[5]
    - Heliconia pastazae L.Anderss.: Sie kommt in Ecuador vor.[5]
    - Heliconia titanum W.J.Kress & J.Betancur: Sie kommt in Kolumbien vor.[5]

  - Sektion Barbatae W.J.Kress ined.:
    - Heliconia danielsiana W.J.Kress: Sie kommt in Costa Rica und Panama vor.[5]
    - Heliconia lutheri W.J.Kress: Sie kommt im nordwestlichen Ecuador vor.[5]
    - Heliconia magnifica Person|W.J.Kress: Sie kommt in Panama vor.[5]
    - Heliconia markiana Abalo & Morales: Sie kommt im nordöstlichen Ecuador vor.[5]
    - Heliconia peteriana Abalo & Morales: Sie kommt in Ecuador vor.[5]
    - Heliconia pogonantha Cuf.: Sie kommt in vier Varietäten von Honduras bis Kolumbien vor.[5]
    - Heliconia ramonensis Daniels & Stiles: Sie kommt in Costa Rica und Panama vor.[5]
    - Heliconia regalis L.Anderss.: Sie kommt in Kolumbien und Ecuador vor.[5]
    - Heliconia rhodantha Abalo & Morales: Sie kommt in Kolumbien vor.[5]
    - Heliconia sanctae-theresae Abalo & Morales: Sie kommt in Kolumbien im Departamento de Antioquia vor.[5]
    - Heliconia vellerigera Poepp.: Sie kommt in Ecuador und im nördlichen Peru vor.[5]
    - Heliconia xanthovillosa W.J.Kress: Sie kommt in Panama vor.[5]

  - Sektion Arcuatae W.J.Kress ined.:
    - Heliconia curtispatha Peters. (Syn.: Heliconia longa (Griggs) Winkler): Sie kommt von Honduras bis Ecuador vor.[5]
    - Heliconia nigripraefixa Dodson & Gentry: Sie kommt in Panama, Kolumbien und Ecuador vor.[5]

  - Sektion Longae W.J.Kress, ined.:
    - Heliconia excelsa L.Anderss.: Sie kommt in Ecuador in der Provinz Napo vor.[5]
    - Heliconia harlingii L.Anderss.: Sie kommt in Kolumbien und in Ecuador vor.[5]
    - Heliconia mariae Hook. f. (Syn.: Heliconia elegans Petersen, Heliconia punicea (Griggs) L.B.Sm.): Sie ist von Zentralamerika, über Kolumbien bis ins nordwestliche Venezuela verbreitet.[5]
    - Heliconia stilesii W.J.Kress: Sie kommt in Costa Rica und im westlichen Panama vor.[5]

  - Sektion Obscurae W.J.Kress ined.:
    - Heliconia abaloi G.Morales: Sie kommt in Kolumbien vor.[5]
    - Heliconia chrysocraspeda Abalo & Morales: Sie kommt in Kolumbien vor.[5]
    - Heliconia combinata Abalo & Morales: Sie kommt in Kolumbien vor.[5]
    - Heliconia estiletioides Abalo & Morales: Sie kommt in Kolumbien vor.[5]
    - Heliconia fragilis Abalo & Morales: Sie kommt in Kolumbien vor.[5]
    - Heliconia fredberryana W.J.Kress: Sie kommt in Ecuador in der Provinz Imbabura vor.[5]
    - Heliconia laxa Abalo & Morales: Sie kommt in Kolumbien vor.[5]
    - Heliconia lozanoi Abalo & Morales: Sie kommt in Kolumbien vor.[5]
    - Heliconia mutisiana Cuatrecasas: Sie kommt in Kolumbien vor.[5]
    - Heliconia nariniensis Abalo & Morales: Sie kommt in Kolumbien und im nördlichen Ecuador vor.[5]
    - Heliconia nitida Abalo & Morales: Sie kommt in Kolumbien vor.[5]
    - Heliconia obscura Abalo & Morales: Von den drei Unterarten kommt eine in Ecuador sowie in Peru und die anderen beiden nur in Ecuador vor.[5]
    - Heliconia obscuroides L.Anderss.: Sie kommt in Kolumbien und im nördlichen Peru vor.[5]
    - Heliconia robusta Pax: Sie kommt in Bolivien und in Peru vor.[5]

  - Sektion Dromedarius W.J.Kress ined.:
    - Heliconia arrecta W.J.Kress & J.Betancur: Sie kommt in Kolumbien vor.[5]
    - Heliconia huilensis Abalo & Morales: Sie kommt in Kolumbien vor.[5]
    - Heliconia mucilagina Abalo & Morales: Sie kommt in Kolumbien vor.[5]
    - Heliconia spiralisAbalo & Morales: Die zwei Varietäten kommen in Kolumbien vor.[5]

  - Sektion Sigmoideae W.J.Kress ined.:
    - Heliconia badilloi Abalo & Morales: Sie kommt in Kolumbien vor.[5]
    - Heliconia berriziana Abalo & Morales: Sie kommt in Kolumbien vor.[5]
    - Heliconia caquetensis Abalo & Morales: Sie kommt in Kolumbien vor.[5]
    - Heliconia colgantea R.R.Smith ex Daniels & Stiles: Sie kommt in Costa Rica und in Panama vor.[5]
    - Heliconia dielsiana Loes.: Sie kommt in Kolumbien, Ecuador und Peru vor.[5]
    - Heliconia intermedia Abalo & Morales: Sie kommt in Kolumbien vor.[5]
    - Heliconia lentiginosa Abalo & Morales: Sie kommt in Kolumbien im Departamento de Antioquia vor.[5]
    - Heliconia maculata W.J.Kress: Sie kommt in Panama vor.[5]
    - Heliconia necrobracteata W.J.Kress: Sie kommt in Panama vor.[5]
    - Heliconia oleosa Abalo & Morales: Sie kommt in Kolumbien vor.[5]
    - Heliconia penduloides Loes.: Sie kommt in Peru vor.[5]
    - Heliconia reptans Abalo & Morales: Sie kommt in Kolumbien vor.[5]
    - Heliconia robertoi Abalo & Morales: Sie kommt in Kolumbien vor.[5]
    - Heliconia sclerotricha Abalo & Morales: Sie kommt in Ecuador vor.[5]
    - Heliconia signa-hispanica Abalo & Morales: Sie kommt in Kolumbien vor.[5]
    - Heliconia talamancana Daniels & Stiles: Sie kommt in Costa Rica und im westlichen Panama vor.[5]
    - Heliconia trichocarpa Daniels & Stiles: Sie kommt in Costa Rica, Panama und in Kolumbien vor.[5]

  - Sektion Rostratae W.J.Kress ined.:
    - Heliconia juruana Loes.: Sie kommt in Ecuador im nördlichen Peru und im nördlichen Brasilien vor.[5]
    - Heliconia marginata (Griggs) Pittier: Sie kommt von Costa Rica bis zum tropischen Südamerika vor.[5]
    - Hängende Hummerschere (Heliconia rostrata Ruiz & Pav., Syn.: Heliconia poeppigiana Eichler ex Petersen): Sie ist im westlichen tropischen Südamerika verbreitet.[5]
    - Heliconia standleyi Macbr.: Sie kommt in Ecuador und im nordöstlichen Peru vor.[5]

  - Sektion Pendulae (Griggs) W.J.Kress ined.:
    - Heliconia chartacea Lane ex Barreiros: Von den zwei Varietäten ist eine im tropischen Südamerika verbreitet und die andere kommt nur im südlichen Venezuela vor.[5]
    - Heliconia collinsiana Griggs: Sie kommt vom südlichen Mexiko bis Nicaragua vor.[5]
    - Heliconia fernandezii Abalo & Morales: Sie kommt in Kolumbien im Departamento de Antioquia vor.[5]
    - Heliconia mooreana R.R.Smith: Sie kommt im mexikanischen Bundesstaat Guerrero vor.[5]
    - Heliconia pendula Wawra: Sie kommt vom nördlichen Südamerika bis zum nordöstlichen Brasilien vor.[5]
    - Heliconia platystachys Baker: Sie kommt von Costa Rica bis Venezuela vor.[5]
    - Heliconia rigida Abalo & Morales: Sie kommt in Kolumbien vor.[5]
    - Heliconia riopalenquensis Dodson & A.Gentry: Sie kommt in Ecuador vor.[5]
    - Heliconia villosa Klotzsch: Die in zwei Varietäten kommen in Venezuela vor.[5]

  - Sektion Contortex W.J.Kress ined.:
    - Heliconia nutans Woodson: Sie kommt in Costa Rica und Panama vor.[5]
    - Heliconia secunda Daniels & Stiles: Sie kommt in Nicaragua und in Costa Rica vor.[5]

  - Sektion Retiformes W.J.Kress ined.:
    - Heliconia donstonea W.J.Kress & J.Betancur: Sie kommt in Kolumbien und in Ecuador vor.[5]
    - Heliconia holmquistiana Abalo & Morales: Sie kommt in Kolumbien vor.[5]
    - Heliconia stella-maris Abalo & Morales: Sie kommt in Kolumbien vor.[5]
    - Heliconia terciopela W.J.Kress & J.Betancur: Sie kommt in Kolumbien vor.[5]

Ohne Zuordnung zu einer Untergattung oder Sektion:
- Heliconia berguidoi R.Flores, C.Black & A.Ibáñez: Die 2017 erstbeschriebene Art kommt in Panama vor.[5]
- Heliconia veracruzensis C.Gut.Báez: Die 2016 erstbeschriebene Art kommt im mexikanischen Bundesstaat Veracruz vor.[5]

## Nutzung
Seit dem 18. Jahrhundert sind manche Arten und Sorten beliebte exotische Zierpflanzen. Auch als lange haltbare Schnittblumen sind manche Sorten begehrt. Es gibt eine ganze Reihe von Sorten.
Als Nahrung dienen sie kaum, selten werden knospige Blütenstände bei Nahrungsknappheit gegart gegessen. Manchmal dienen die großen Blätter (ähnlich wie Bananenblätter) als Umhüllung beim Garen von Speisen.

## Weiterführende Literatur
- L. Isaza, M. L. Marulanda, A. M. López: Genetic diversity and molecular characterization of several Heliconia species in Colombia. In: Genetics and Molecular Research, Volume 11, Issue 4, November, 2012 S. 4552–4563. doi:10.4238/2012.November.12.9 Volltext-PDF.